# Universal Motown Records
Universal Motown é uma editora discográfica que opera como divisão da Universal Motown Republic Group. É uma encarnação contemporânea da lendária Motown Records. 
Para comemorar o quinquagésimo aniversário da Motown Records, Universal Motown ressuscitou as gravações clássicas em colaboração com a Universal Music Enterprises, divisão da Universal Music Group.